# Napeanthus rupicola
Napeanthus rupicola är en tvåhjärtbladig växtart som beskrevs av Feuillet och L.E. Skog. Napeanthus rupicola ingår i släktet Napeanthus och familjen Gesneriaceae. Inga underarter finns listade i Catalogue of Life.